# Hamaland

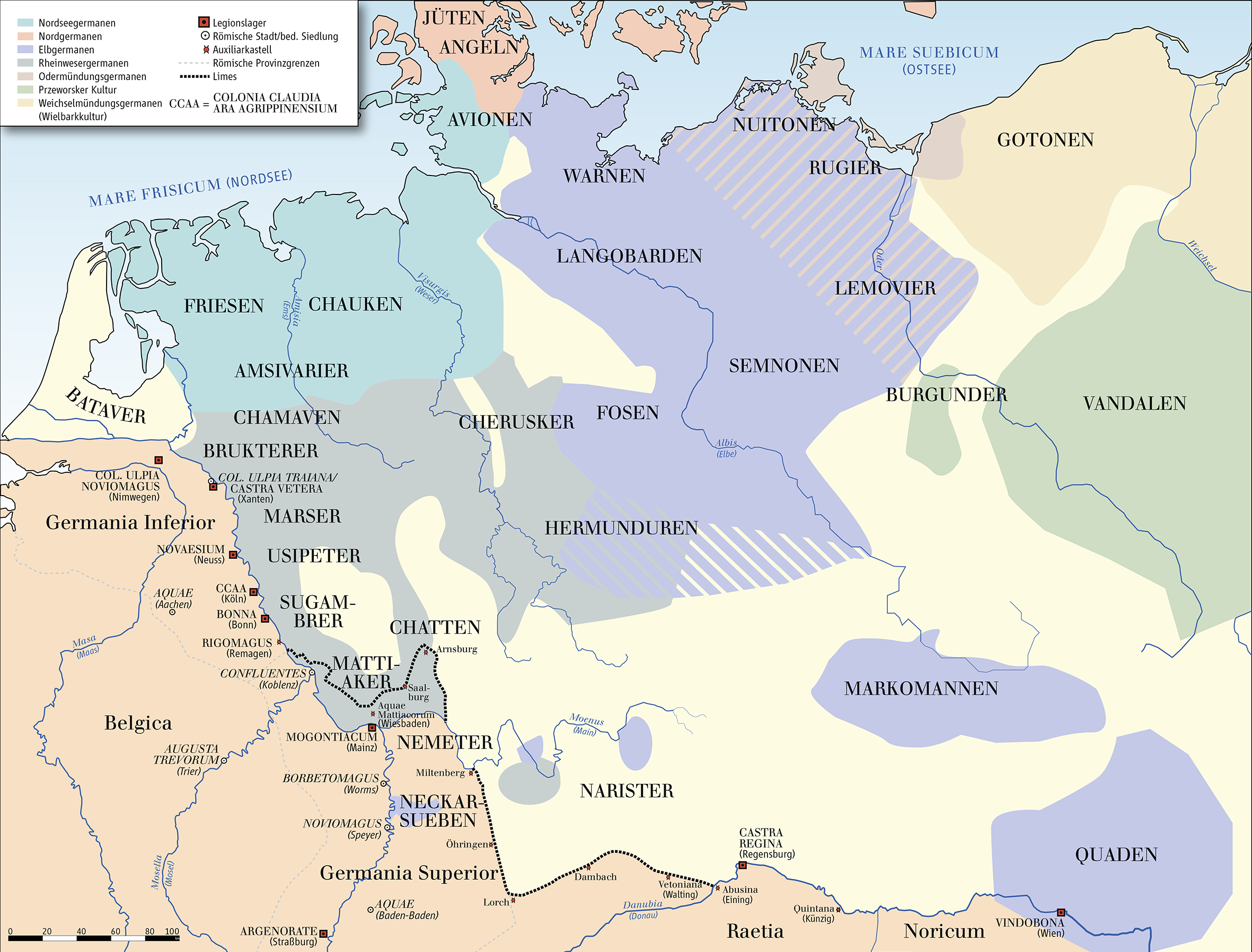
Verbreitung germanischer Stämme um 50 n. Chr.

Das Hamaland war eine Gaugrafschaft auf dem Gebiet der heutigen niederländischen Provinzen Overijssel und Gelderland. Der Begriff tritt im 9. Jahrhundert erstmals in schriftlichen Quellen auf. Der Name wird mit dem germanischen Stamm der Chamaven in Verbindung gebracht, der zuletzt im Ende des 4. Jahrhunderts erwähnt wird, obwohl zwischen den beiden Namen vier Jahrhunderte und vor allem die Völkerwanderung liegen.

## Geografische Einordnung
Die genaue Lage des Hamalands ist in der Forschung umstritten. Sicher ist, dass es sich entlang der Ufer der IJssel erstreckte, mit dem heutigen Deventer im Norden, wobei westlich des Flusses nur ein schmaler Streifen dazu gehörte. Die Westgrenze erreichte den Rhein etwa bei Velp (Ortsteil von Rheden bei Arnheim) und berührte dabei den äußersten Osten der Betuwe; anschließend folgte die Grenze dem Fluss selbst bis in die Nähe von Emmerich. Von hier aus entsprach die Ostgrenze des Hamalandes der Grenze zwischen den Bistümern Utrecht und Münster, wie sie Ende des 8. Jahrhunderts festgelegt wurde und noch im 16. Jahrhundert Bestand hatte. Dadurch bekam die Grafschaft zwei Ausstülpungen nach Osten, die eine bei (und einschließlich) Lochem, die andere bei (und mit) Doetinchem. Dazwischen hatte das Hamaland seine schmalste Stelle bei Steenderen östlich und Eerbeek westlich der IJssel. Die Auffassung von Heidinga, der dabei auf andere Autoren zurückgreift, das Hamaland habe einst westlich die Veluwe und das Flethite umfasst, beruht auf einer Fehlinterpretation einer Urkunde aus dem Jahr 855, während die Angabe, das Hamaland habe sich im Osten bis ins Münsterland erstreckt (Wirtz aufgrund anderer Autoren) vermutlich eine zu großzügige Interpretation einer Chronik aus dem 12. Jahrhundert ist. Die Zugehörigkeit des Westmünsterlands um Vreden zum Hamaland ist damit umstritten.
Die Grafschaft Hamaland umfasste hingegen den älteren Gau Islo/Hisloa, den IJsselgau, im Norden und den Gau Leomericke (De Liemers) im Süden. Beide älteren Bezeichnungen wurden durch den Begriff Hamaland verdrängt.

## Die Grafen von Hamaland

### 9. und 10. Jahrhundert
Die Grafen von Hamaland gehörten im 9. Jahrhundert der Familie der Meginharde an. Als erster Vertreter gilt Brunhari von Hamaland, der selbst aber nicht als Graf, sondern nur als Vater des Wracharis bezeugt ist. Dieser Wrachari von Hamaland  ist 794 als Begünstiger Liudgers noch ohne Grafenwürde und dann 800 als Graf bezeugt, und zwar als Grundeigentümer zu Wichmond im IJsselgau genannt. Es folgt sein Sohn Meginhard I. von Hamaland, der nicht ausdrücklich als Graf bezeugt ist, aber vermutlich zwischen 841 und 847 Vogt des Klosters Werden war. 855 folgt Wichmann I. von Hamaland als Graf im Hamaland. Seine Verwandtschaft mit Wrachari und Meginhard ist anzunehmen, aber nicht nachgewiesen. 
Auf Wichmann folgte Meginhard II. von Hamaland, der vor 881 starb; auch dessen Verwandtschaft, diesmal mit Wichmann, ist nicht bekannt. Sicher ist jedoch, dass Meginhards Sohn Everhard Saxo von Hamaland seinem Vater folgte. Everhard wurde 898 durch den Friesen Waldger ermordet, Sohn von Gerulf von Kennemerland, dem Stammvater der Familie der Gerulfinger, also Ahnherr des holländischen Grafenhauses. Everhard Saxo hinterließ zwei minderjährige Söhne, Meginhard IV., und Everhard, weswegen sein Bruder Meginhard III. die Nachfolge antrat. Später übernahm Saxos Sohn Meginhard IV. von Hamaland die Grafschaft seines Vaters. 
Everhard, der andere Sohn Saxos, heiratete Amalrada, Schwester der heiligen Mathilde die 909 den Sachsenherzog Heinrich, den späteren deutschen König, heiratete. Mathilde und daher auch Amalrada sind sicherlich den Nachfahren Widukinds zuzurechnen, werden daher auch häufig einer sog. widukind-immedingischen Sippe einverleibt die jedoch bis jetzt nicht richtig fassbar gemacht werden konnte. Aus der Ehe Everhards mit Amalrada stammten zwei Söhne: Dietrich, 965–984 Bischof von Metz, und Everhard, von dem wir nur wissen, dass er einen Sohn hatte, ebenfalls Everhard, der 978 als Zehnjähriger bei seinem Onkel Dietrich in Metz starb
Meginhard IV. von Hamaland ist 921 als Graf bezeugt und verwaltete nicht nur Hamaland, sondern auch die Grafschaften Salland, Veluwe, Drenthe, Hunsingo und Fivelgo und wohl auch das Naardingerland südöstlich von Amsterdam. Er beteiligte sich 938/939 am Aufstand gegen König Otto I., der unter der Führung von Ottos Bruder Heinrich und Ottos Schwager Giselbert von Lothringen stand. Der Aufstand wurde niedergeschlagen, die Rebellen wurden bestraft, was üblicherweise durch Beschlagnahme des Besitzes, Absetzung und Einzug der Reichslehen erfolgte. So geschah es auch mit Meginhard von Hamaland. Er starb um 955 auf dem Elterberg, der Residenz seines Sohnes(?) Wichmann II.. Dieser gründete auf dem 60 Meter über die Rheinaus aufragenden Hügel ein Jahrzehnt später das Kanonissenstift Elten. Im Sterbebuch des Stifts wird Meginhard ohne Grafentitel geführt.

## Liste der ersten Grafen von Hamaland

### Erstes Grafenhaus von Hamaland
- Brunhari, Vater des nachstehenden Wrachari, selbst nicht als Graf bezeugt
- Wrachari von Hamaland, 794 bezeugt noch ohne, 800 dann mit der Grafenwürde
- Meginhard I. von Hamaland, nicht ausdrücklich als Graf bezeugt; vermutlich auch Vogt von Kloster Werden 841 bis 847
- Wichmann I. von Hamaland, 855 als Graf bezeugt

### Zweites Grafenhaus von Hamaland
- Meginhard II. von Hamaland († 881)
- Everhard Saxo von Hamaland († 898)
- Meginhard III. von Hamaland, Bruder und seit 898 Nachfolger von Everhard Saxo, vermutlich † in oder um 915
- Meginhard IV. von Hamaland, Sohn von Everhard Saxo, seit 921 Graf von Hamaland, ab 939 entmachtet († um 955)

## Teilung der Grafschaft Hamaland insüdliches HamalandundZutphen
944 begnadigte Otto das hamaländische Grafenhaus, vielleicht auf Fürsprache seiner Tante Amalrada. Meginhard blieb zwar ohne Amt, aber seine zwei Söhne von verschiedenen Ehefrauen bekamen je einen Anteil seiner früheren Amtsbezirke: der ältere, Everhard, wurde Graf in Salland, Drenthe und Hunsingo/Fivelgo, der jüngere, Wichmann, in Hamaland, Veluwe und wahrscheinlich auch im Gooi. Beide bekamen auch je eine Burg aus dem beschlagnahmten väterlichen Besitz: Wichmann bekam Hoch-Elten, Everhard Zutphen.
Everhard hatte keine überlebenden Söhne; seine Erbtochter Averarda heiratete in den 950er Jahren Graf Gottfried von Verdun, der später den Beinamen „der Gefangene“ erhielt. Averarda starb am 11. August möglicherweise des Jahres 961 und hinterließ einen Sohn und eine Tochter. Gottfried heiratete im Jahr darauf Mathilde Billung, Witwe des Grafen Balduin III. von Flandern, Schwager Wichmanns ‚von Elten‘, der um 947 Balduins Schwester Liutgard geheiratet hatte. Aus Wichmanns Ehe sind drei Kinder bekannt: Luitgart, Adela und Wichmann. Der Junge starb wohl 965 oder 966 im Alter von etwa sieben Jahren, wodurch die männliche Linie des Grafenhauses abbrach. Der Witwer Wichmann, obwohl erst etwa 35 Jahre alt, dachte nicht an eine zweite Ehe, sondern baute Eltenberg zum Stift Hoog-Elten um, das bereits 968 in Betrieb war. Das letzte Zeugnis von Wichmann datiert vom Dezember 973. Da Wichmann einen Großteil seines Vermögens dem Kloster stiftete, wo seine älteste Tochter Luitsart erste Äbtissin war, fühlte sich seine zweite Tochter Adela von Hamaland benachteiligt. Sie kämpfte jahrzehntelang um den Besitz, letztlich (996) mit Erfolg.

### 11. Jahrhundert
Wichmanns Grafschaften gingen wahrscheinlich an seinen Schwiegersohn Immed IV. aus der Familie der Immedinger über, den ersten Ehemann Adelas, und anschließend an beider Sohn Dietrich, der im April vermutlich des Jahres 1017 oder 1018 verstarb und zwei Töchter hinterließ. Die ältere der beiden heiratete höchstwahrscheinlich Gottfried, den Sohn Gottfrieds 'des Gefangenen' von Verdun und 1012–1023 Herzog von Niederlothringen, der 1023 kinderlos starb. Ihm folgte sowohl als Herzog als auch als Graf sein jüngerer Bruder Gotzelo I., der 1033 auch Herzog von Oberlothringen wurde, das er noch zu Lebzeiten an seinen Sohn Gottfried III. weitergab. Als Gottfried III. von König Heinrich III. die Nachfolge in Niederlothringen verweigert wurde, rebellierte er und wurde 1046 endgültig abgesetzt.
Die frei gewordenen Grafschaften wurden teilweise durch den Sohn Bavas, der jüngeren Tochter Dietrich von Hamalands, besetzt, die mit Gerhard Flamens verheiratet war und mindestens zwei Söhne hatte, Gerhard und Dietrich. Gerhard nahm sich die Veluwe, Teisterbant und die Betuwe, letztere aus dem Besitz der Familie Immeds stammend, wie der Hettergau und der Düffelgau auf der anderen Rheinseite südlich von Hamaland. Den Hettergau mit Geldern, wonach die Flamenses sich später das geldrische Grafenhaus nannten, und möglicherweise auch den Düffelgau, konnte Gerhard nach 1063 ebenfalls übernehmen, ebenso wie zu einem nicht näher zu bestimmenden Zeitpunkt den südlichen Teil von Hamaland, wo 1083 Gerhard der Lange aus dem Hause Flamens bezeugt ist.
Dass Gerhard Flamens und seine Familie auf den Hettergau (und den Düffelgau) sowie das südliche Hamaland eine Zeit lang warten mussten, lag daran, dass sich bereits vor 1046 andere dort festgesetzt hatten. Das südliche Hamaland wurde vermutlich 1026 an Werner, einen Günstling des Königs Konrad II. (1024–1039), vergeben, nachdem Gotzelo I. sich 1024/25 gegen Konrads Thronbesteigung gewandt hatte. Die Versöhnung Gotzelos mit dem König Weihnachten 1025 war mit einigen Zugeständnissen verbunden: Werner – der schon früher im selben Jahr mit erheblichem Güterbesitz im südlichen Hamaland und Veluwe ausgestattet war – wurde als Lehnsgraf im südlichen Hamaland eingesetzt, in Hunsingo/Fivelgo wurde ein Halbbruder der Kaiserin Gisela von Schwaben eingesetzt. Erst nach Werners Tod konnte das südliche Hamaland von den Flamenses übernommen worden.
Im Hettergau (und vielleicht auch im Düffelgau) war dies anders. Auch da muss bereits vor 1046 ein Lehngrafs Gottfrieds des Bärtigen aktiv gewesen sein, Gottschalk, der auch Lehnsgraf des nördlichen Hamalands war. Wie Werner hatte auch Gottschalk sich von Gottfrieds Aufstand ferngehalten und konnte daher ebenfalls sein Amt behalten. Auch hier mussten die Flamenses daher auf den Tod des Amtsinhabers warten. Dies geschah 1063; 1067 ist Gerhard Flamens als Graf im Hettergau bezeugt.

## Liste der weiteren Grafen von Hamaland

### Drittes Grafenhaus von Hamaland
- Wichmann II. von Hamaland, Sohn von Meginhard IV. von Hamaland, († {\displaystyle \geq } 975)[2], 952–960 Graf von Hamaland und Veluwe

### Haus der Immedinger
- Immed IV. († 27. Januar 983) ⚭ Adela von Hamaland († 6. August 1020/28), Tochter von Wichmann II. von Hamaland

nach 983–1010, Familienstreitigkeiten um den Besitz
- Dietrich von Hamaland, Sohn von Immed IV. und Adela von Hamaland, († 7. April 1017 oder 1018)

seit 1017/18
- Balderich von Drenthe, († 1021), ⚭ 2. Ehe von Adela von Hamaland
- Enkel von Dietrich von Hamaland

### Haus Verdun der Wigeriche
- Gottfried II. der Kinderlose, (* um 965; † 1023), ⚭ vermutlich mit einer Tochter Dietrichs von Hamaland, seit 1012 Herzog von Niederlothringen
- Gotzelo I., (* um 970; † 1044), Bruder von Gottfried II., seit 1023 Herzog von Niederlothringen und seit 1033 Herzog von Oberlothringen

### Aufteilung der Grafschaft im Jahr 1025 an zwei Lehnsgrafen
- Werner[2] im südlichen Hamaland, 1046–1056 als Graf Wecelo bezeugt, nach dem 1083 dann Gerhard der Lange aus dem Hause Flamens, später dem geldrischen Grafenhaus genannt, bezeugt ist.

## Grafschaft Zutphen
Im nördlichen Hamaland war dies anders. Auch hier war bereits vor 1046 ein Lehnsgraf namens Gottschalk eingesetzt worden und blieb es auch nach der Absetzung Gottfrieds III. König Heinrich III. gab 1046 jedoch die Oberhoheit dieses Gebiets dem Bischof von Utrecht, wobei in der Schenkungsurkunde die Grenzen des Bereichs genau beschrieben sind. Daraus ergibt sich, dass Hamaland an seiner oben beschriebenen schmalsten Stelle in zwei Teile geschnitten worden war, also entlang der Linie Steenderen-Leuvenheim-Eerbeek. Die Schenkung von 1046 dieses nördlichen Hamaland am Bischof von Utrecht machte Gottschalk zum Lehnsgrafen dieses Bischofs.
Als Gottschalk 1063 starb, folgte ihm sein Sohn Otto, genannt „der Reiche“, im nördlichen Hamaland. Dass die Flamenses hier nicht zum Zuge kamen, hat vermutlich seine Ursache darin, dass Gottschalk durch seine Ehe ein bedeutender Grundbesitzer in seiner Grafschaft geworden war. Seine Ehefrau Adelheid war eine Urenkelin Gottfrieds des Gefangenen, dessen Tochter Irmingard von Verdun mit Otto von Hammerstein verheiratet war. Deren Tochter Mathilde wurde die Ehefrau des Ezzonen Ludolf von Brauweiler, und Adelheid stammte aus dieser Ehe. Ihre zwei Brüder starben früher als Adelheid, die also als letzter Spross Liudolfs hinterblieb. Wie erwähnt, war Gottfried der Gefangene wiederum der Ehemann von Averarda gewesen, der Erbtochter Everhards, des Halbbruders Wichmanns von Elten. Somit war Gottschalk der indirekte Erbe des alten hamaländischen Grafenhauses. Zu diesem Erbe gehörten die Burg Zutphen und umfangreicher Grundbesitz in deren Umgebung. Gottschalks Bedeutung im nördlichen Hamaland war dadurch so groß, dass seine Nachkommen sich hier behaupten konnten. Ihre Residenz war die Burg Zutphen, wonach das nördliche Hamaland auch mit dem Namen Grafschaft Zutphen bekannt wurde. Noch heute heißt das Gebiet des früheren nördlichen Hamalandes östlich der IJssel deswegen de Graafschap.
Der Name Hamaland kommt Ende des 11. Jahrhunderts letztmals in den Quellen vor.

## Hamaland heute
Das regionale Bewusstsein für das Hamaland ist nur schwach ausgeprägt, erlebt aber in den letzten Jahren eine Renaissance, auch durch Gründung einer Euregio, die aber räumlich weit über das ursprüngliche Hamaland hinausgeht und zum Beispiel auch Enschede, Bocholt und Dülmen umfasst. Die Bezeichnung Hamaland findet sich etwa in Sportvereinen, Musik-Clubs und regionalen Unternehmen sowie bei der 253 km langen Hamaland-Route, einer ausgeschilderten Rundstrecke für PKW-Touren. Diese moderne Hamaland-Identität pflegt unter anderem das Hamaland-Museum in Vreden, ein Heimatmuseum, das zugleich Kreismuseum des Kreises Borken ist.